# Zeynep Sever
Zeynep Kübra Sever Demirel (Istanbul, 9 luglio 1989) è una modella belga di origini turche, incoronata Miss Belgio 2009.
Il 23 agosto 2009 ha partecipato a Miss Universo 2009 a Nassau in veste di rappresentante ufficiale del Belgio in the Miss Universe 2009, ed è riuscita a classificarsi fra le prime quindici finaliste del concorso di bellezza. Nello stesso anno ha anche partecipato a Miss Mondo 2009, ma non è riuscita a classificarsi.
Ex giocatrice di pallavolo per il Fenerbahçe Acıbadem, il 21 settembre 2010 Zeynep Sever ha sposato il calciatore del Fenerbahçe S.K. Volkan Demirel.